# Captain Silver
Captain Silver è un videogioco arcade del 1987 sviluppato da Data East. Il gioco è stato convertito per Nintendo Entertainment System e Sega Master System.